# Аммаган-1
39°03′16″ пн. ш. 66°48′23″ сх. д. / 39.05444° пн. ш. 66.80639° сх. д.
Аммаган-1 (узб. Ammogʻon-1, Аммоғон-1) — міське селище в Узбекистані, в Шахрисабзькому районі Кашкадар'їнської області.
Статус міського селища з 2009 року.